# Collina Torinese Bonarda
Le  Collina Torinese Bonarda est un vin rouge italien de la région Piémont doté d'une appellation DOC depuis le 14 octobre 1999. Seuls ont droit à la DOC les vins rouges récoltés à l'intérieur de l'aire de production définie par le décret. 

## Aire de production
Les vignobles autorisés se situent en province de Turin dans les communes Andezeno, Arignano, Baldissero Torinese, Brozolo, Brusasco, Casalborgone, Castagneto Po, Castiglione Torinese, Cavagnolo, Chieri, Cinzano, Gassino Torinese, Lauriano, Marentino, Mombello di Torino, Moncalieri, Montaldo Torinese, Monteu da Po, Moriondo Torinese, Pavarolo, Pecetto Torinese, Pino Torinese, Riva presso Chieri, Rivalba, San Raffaele Cimena, San Sebastiano da Po, Sciolze et Verrua Savoia.
La superficie plantée en vignes est de 0.3 hectares.

## Caractéristiques organoleptiques
- couleur : rouge rubis peu intense
- odeur : intense, vineux
- saveur : sec, caractéristique

Le Collina Torinese Bonarda se déguste à une temperature de 16 à 17 °C. Le vin peut vieillir 2- 3 ans.

## Production
Province, saison, volume en hectolitres :
- pas de données disponibles